# Vikram Gokhale
Vikram Gokhale (14 de noviembre de 1945 - 26 de noviembre de 2022) fue un destacado actor de cine, televisión y teatro indio, reconocido por sus destacadas actuaciones en el teatro marathi, así como en películas y programas de televisión en hindi. Era hijo del respetado actor de teatro y cine marathi, Chandrakant Gokhale.
Gokhale incursionó en la dirección cinematográfica en 2010 con la película marathi "Aaghaat". Luego, en 2013, produjo la película marathi "Anumati", la cual le valió el Premio Nacional de Cine en la categoría de Mejor Actor.

## Vida personal
Vikram Gokhale nació en Pune, en la Presidencia de Bombay, el 14 de noviembre de 1945. Su linaje tiene una rica historia en la industria del entretenimiento indio. Su bisabuela, Durgabai Kamat, fue pionera como la primera actriz de la pantalla india, mientras que su abuela, Kamlabai Gokhale (Kamlabai Kamat en ese entonces), fue la primera actriz infantil del cine indio. Su padre, Chandrakant Gokhale, fue un destacado artista escénico y cinematográfico marathi, con una carrera que abarcó más de 70 películas en marathi e hindi.
Gokhale contrajo matrimonio con Vrushali en 1975, y juntos tuvieron dos hijas, Aasavari y Neha. Vrushali también incursionó en la actuación, participando en películas como "Aaj Jhale Mukt Mi" (1986) y "Aaghaat" (2010), así como en programas de televisión como "Shwetambara" (1983).
Además de su carrera en el entretenimiento, Gokhale también dirigió una empresa de bienes raíces llamada Sujata Farms en Pune. Más allá de sus actividades profesionales, se destacó como activista social. La fundación benéfica de su familia se dedicaba a proporcionar apoyo financiero a soldados discapacitados, hijos de leprosos y a la educación de niños huérfanos.
En febrero de 2016, debido a problemas de salud en la garganta, Gokhale se retiró de las actividades escénicas, aunque siguió trabajando en la industria cinematográfica. Sin embargo, el 5 de noviembre de 2022, ingresó en el Hospital Deenanath Mangeshkar en Pune. Trágicamente, falleció el 26 de noviembre de 2022, a la edad de 77 años, debido a una insuficiencia orgánica múltiple.

## Premios
- 2011: Recibió el Premio Sangeet Natak Akademi por su destacada actuación en el teatro.[12]
- 2012: Obtuvo el Premio Nacional de Cine en la categoría de Mejor Actor en la 60ª edición de los Premios Nacionales de Cine por su papel en la película "Anumati" (compartido con Irrfan Khan, por su actuación en la película "Paan Singh Tomar").[13]
- 2015-17: Fue honrado con el Premio Chitrabhushan otorgado por Akhil Bharatiya Marathi Chitrapat Mahamandal.[14]
- 2017: Recibió el Premio V. Shantaram del Gobierno de Maharashtra.[15]
- 2017: Ganó el Premio Filmfare Marathi en la categoría de Mejor Actor de Reparto por su papel en "Natsamrat".[16]